# Oceanografia
A Oceanografia (do grego ὠκεανός e γράφω significando oceano e grafia, respetivamente), também conhecida como Oceanologia ou Ciências do Mar, é uma ciência do ramo das geociências que se dedica ao estudo dos oceanos e zonas costeiras sob todos os aspetos, desde sua descrição física até a interpretação dos fenómeno que neles se verificam e de sua interação com os continentes e com a atmosfera, bem como também no que diz respeito aos processos que atuam nestes ambientes.
A oceanografia se divide em cinco áreas, sendo elas: oceanografia física, oceanografia química, oceanografia biológica, oceanografia geológica e oceanografia socioambiental. Nas subáreas destacam-se a paleoceanografia, a biogeoquímica marinha, a ecotoxicologia marinha, a geofísica marinha, a sedimentologia marinha entre outras.

## Etimologia
A origem etimológica do nome "oceanografia" é derivada do grego Ωκεανογραφία (oceano + grafia), caracterizando assim a oceanografia como a ciência que descreve os oceanos, e acredita-se que tenha sido usada pela primeira vez na língua francesa, em 1584. Atualmente, a palavra "oceanologia" (λογος - logos - estudo) vem sendo usada na área, já que a oceanografia não apenas descreve o oceano, mas o estuda.

## História
O mar sempre representou uma inesgotável fonte de mistérios e desafios para o homem. Os povos primitivos viam-no como um universo repleto de seres fantásticos e monstruosos, difícil de enfrentar e de conhecer. Aristóteles, em 380 a.C., foi o primeiro pensador a estudar o oceano utilizando uma metodologia mais científica. No entanto, apesar do início tão precoce, passaram-se cerca de dois mil anos até que a ciência oceanográfica viesse efetivamente a existir.
Com o passar do tempo muitas informações importantes a respeito da origem e comportamento dos oceanos foram sendo estudados e divulgados. Teorias como a espiral de Ekman que relaciona o comportamento de correntes marítimas com os ventos, em 1902, a deriva continental que explica a separação dos continentes e a abertura de oceanos (como o Atlântico), em 1912 e o aperfeiçoamento de técnicas de estudo dos oceanos contribuíram para o nascimento da ciência.
O começo da oceanografia como uma ciência propriamente dita se dá em 1872, quando C. W. Thomson e John Murray (oceanógrafo) fizeram a expedição Challenger (1872-76). Foi por volta desta época que várias nações concluíram que se devia investir no estudo dos oceanos (vendo o oceano como rota comercial). Várias nações enviaram expedições (assim como alguns indivíduos e instituições privadas), e institutos dedicados ao estudo da oceanografia foram criados.
Os dois institutos oceanográficos mais conhecidos nos Estados Unidos são o Scripps Institution of Oceanography e o Woods Hole Oceanographic Institution. Na Grã-Bretanha, uma grande e nova instituição de pesquisa é a Southamptom Oceanography Centre. No Brasil, a instituição de oceanografia mais antiga e tradicional é o Instituto Oceanográfico, da Universidade de São Paulo. O primeiro curso de graduação em Oceanografia no Brasil foi implantado em 1971 na Fundação Universidade Federal de Rio Grande. Atualmente, encontram-se em funcionamento quatorze cursos de graduação em Oceanografia no Brasil.

## Divisões
A oceanografia como ciência multidisciplinar se divide em quatro grande áreas:

### Oceanografia física
Estuda os processos físicos nos oceanos e suas relações, não só com a atmosfera, mas também com a litosfera. A oceanografia física ocupa-se das características das massas de água e pesquisa fenômenos como: correntes marinhas, marés, ondas, vórtices e outros.

### Oceanografia química
Estuda a composição dos ambientes marinhos e as interações das espécies químicas com a atmosfera. Analisa, também, os poluentes na água e no sedimento, permitindo identificar poluição marinha.

### Oceanografia biológica
Estudo das inter-relações dos organismos vivos com os ambientes (marinhos, costeiros e de transição) que habitam, com ênfase nas relações ecológicas. Difere da biologia marinha por estudar os organismos marinhos com um enfoque mais ecológico, relacionando com a física, a química e a geologia do oceano.

### Oceanografia geológica
Também conhecida como "Geologia Marinha" ou "Oceanografia Abiótica", estuda a sedimentologia, a geomorfologia, a geofísica e os processos morfodinâmicos marinhos e costeiros. É a parte da oceanografia que estuda a faixa de praia e a interação destas com o mar e o processo de erosão marinha.

## Oceanógrafo
Oceanógrafo é o profissional, bacharel em curso de Oceanografia ou Oceanologia, com formação técnico-científica direcionada ao conhecimento e à previsão do comportamento dos oceanos e ambientes transicionais sob todos os seus aspectos. A profissão é regulamentada pela Lei nº 11 760, de 31 de julho de 2008.
O Dia do Oceanógrafo é comemorado no dia 8 de junho, juntamente com o Dia Internacional dos Oceanos.